# Fit-Kid
A Fit-Kid a sportos megjelenés, tánc, akrobatika, gimnasztika ötvözete, amely egyre népszerűbb a fiatalok, javarészt lányok körében. A ruganyosság, show-szerűség, a ruha, a zene és a koreográfia mind-mind kiemelkedő és pontozandó szerepű, csakúgy, mint a technikai és tartalmi követelmények.

## A fitneszversenyek története
A fitnesz gyökerei az Amerikai Egyesült Államokba nyúlnak vissza. Az első versenyt Ms Fitness néven Wally Boyko amerikai üzletember javaslatára rendezték meg 1984-ben. Az eleinte hagyományos, divat-estélyi ruhás, valamint a fürdőruhás forduló ma már nincs jelen a sportágban, csak gyakorlati fordulók szerepelnek.
A versenyek a régi rendszerben három fordulóból álltak: selejtező, elődöntő és döntő. Mindenki egységes szabályok szerint versenyezhetett a kategóriákban egyéni számokkal, valamint külön versenynapokat szerveztek a csoportos gyakorlatoknak.

## A Magyar Fitness Szövetség (MAFIT)
Alakulása 1992-re tehető, célja, hogy egyesítse az egészséges életmód követőit, illetve azokat, akik ennek népszerűsítésében részt akarnak venni. A MAFIT 1997 óta rendez Fit-Kid néven 18 év alatti fiúknak és lányoknak évente körülbelül 12 rendezvényt, ahol a közel 20 magyarországi egyesület növendékei mérhetik össze tudásokat.
A MAFIT 1997-ben elkezdte olyan programok rendezését is Fit-Kid néven, melyek a gyermekek egészséges életmódra nevelését, illetve a prevenció fontosságának elterjesztését segítik. Ennek szellemében szerveznek 6-18 éves korú lányoknak és fiúknak évente 10-12 rendezvényt, ahol a versengések mellett új tapasztalatokat szerezhetnek a gyerekek.

## A fitnesz jelene
A mozgalom folyamatos fejlődése nyomon követhető az egyesületek gyarapodásán és a növendékek fejlődésén. 2014 óta újra diákolimpiai mozgalom része, amely továbbtanuláshoz bónuszt is jelenthet a gyerekeknek. Mára a megnövekedett létszám miatt a sportág Fit-Dance, Fit-Dance Show, Fit-Kid B kategória és Fit-Kid A kategóriára bontható. A kategóriákon belül a versenyzőket korcsoportokra bontják, így mindenki a vele egykorú társával versenyzik, ugyanígy a csoportos kategóriákban. Egy versenyszezon 3 versenyből áll (Grand Prix), melyeket összesítve mindenhol egy összetett bajnokot is hirdetnek, a szokásos versenyenkénti eredményhirdetés mellett. Európa-kupára csak A kategóriás gyakorlatok kerülhetnek ki, minden korcsoportból a Grand Prix alatti teljesítmény alapján a legjobb 3 versenyző-produkció.

## Magyarországi Fit-Kid-egyesületek
- Aerofit DSE - Békéscsaba
- Ceglédi Vasutas Sportegyesület - Cegléd
- Csongrádi Fitnesz SE - Csongrád
- Játékidő Rekreációs Sportegyesület- Debrecen
- Esmtk - Budapest
- Fitvilág SE - Budapest
- Gilda Max Fitness - Budapest
- Hód-Fitness Sportegyesület - Hódmezővásárhely
- Kiskunhalasi Fitness Egyesület - Kiskunhalas
- Komáromi VSE - Komárom
- New Stepp Fitnesz és Táncstúdió - Szolnok
- Pelikán Sportegyesület - Szolnok
- New Top Talent SE - Szolnok
- Korona Fit Kid - Budapest
- ProFITeam Életmód Egyesület - Budapest
- Alba Fit SE - Székesfehérvár
- Top Fitness SE - Dabas
- Tököli Art Fitness - Tököl
- "Lauri Promotion" - Békéscsaba
- Fitness Team Budapest - Budapest
- Mazotti Fitness SE - Budapest
- Phoenix Fitness - Szeged
- Triacto FitKid - Budapest
- Xenova Tánc- és Sportegyesület - Budapest
- Veritas Fitness SE - Szentes
- ESMTK Fitness Szakosztály - Budapest

## A Fit-Kid-gyakorlatok
A szabályok kategóriánként és korcsoportonként is eltérőek, ám a gyakorlatokra, mint egyéni és csoportos számokban általánosan jellemző, hogy a versenyzők számaikat zenére mutatják, speciális fellépőruhákban. A bírák a pontozási rendszer alapján elemzik ki a gyakorlatokat, külön tartalmi ( a gyakorlatban szereplő elemek helyes végrehajtása), technikai ( a gyakorlat egészének fizikai végrehajtása ), és művészi ( a gyakorlat zenével, ruházattal való szinkronja, a tánc és mozdulatok finomsága, eme egész összhangja) szempontok alapján. Tartalmi szempontból a gyakorlatok erőelemekből, lazasági elemekből, ugrásokból és akrobatikus elemekből állnak, azon belül a nehézségi szintet A-tól H-ig mérik. Mindezek érvényesek az egyéni és a csoportos gyakorlatokra. Egyéni számokban a versenyző egymagában lép a színpadra, míg csoportos számokban duó (2 fő), kis csapat (3-4 fő) és nagy csapat (5-6 fő) formációkban lehet a színpadra lépni.

### Fit-Dance és Fit-Dance Show
Azoknak a gyerekeknek, akik nemrég ismerkedtek meg a sportággal, illetve nem rendelkeznek még elegendő tapasztalattal, a Fit-Dance kategória lehetőséget biztosít egy könnyített szabálykereten belül megismerkedni a Fit-Kid-del. Az egyéni gyakorlatok 2015-től 60 másodpercesek, tartalmilag pedig elemcsoportonként 1 darab, A-B nehézségi elemet tartalmazhatnak. A Dance Show formációk minimum 4 főből állhatnak. A gyakorlatokat osztályozzák, ahol a tánc dominál, elemek bemutatása nem kötelező.

### Fit-Kid B kategória
A Dance kategóriánál már jóval nehezebb, de még nem éri el a kifejlett A kategóriás nehézségi fokot. A gyakorlatok 60-75 másodpercesek elemcsoportonként 2 elem mutatható be. Itt már érvényes a csoportos gyakorlatok felbontása, ám elemcsoportonként csak 1 darab elem mutatható be.

### Fit-Kid A és Senior kategória
A legerősebbek kategóriája, 90-105 másodperces gyakorlatok elemcsoportonként és azon belül is különböző szabályok megkötésével 2 elem bemutatási, valamint végrehajtható egy akrobatikus sor is. Csoportos gyakorlatok már 120-135 másodpercig terjednek, ugyanezen elemek megkötésével. Innen van lehetőség az Európa-bajnokságra való kvalifikációra. A Senior kategóriába a 20 év feletti versenyzők nevezhetnek, felső korhatár nincs.

## Európa-bajnokság
Minden évben megrendezésre kerül a Fit-Kid-Európa-bajnokság, melyre a részt vevő országok legjobb A kategóriás versenyzőik mérhetik össze tudásukat.
A lányok egyéni versenyének első fordulójából korcsoportonként minden országból egy versenyző juthat tovább a másnapi döntőbe, a többieket pedig az Open verseny keretein belül hirdetik ki. Így az Európa-bajnoki címért minden országból egy versenyző száll harcba korcsoportonként. A fiúknál a kisebb létszám miatt erre nincs szükség.
A csoportos gyakorlatok is csak egy fordulóból állnak, a megszokott felbontás szerint.